# Partie polityczne Mauritiusa
Partie polityczne Mauritiusa – ugrupowania polityczne funkcjonujące w maurytyjskim systemie politycznym.
Główne ugrupowania i partie polityczne:
- Partia Pracy (ang.: Mauritian Labour Party) – partia socjaldemokratyczna, przywódca: Navin Ramgoolam
- Socjalistyczny Ruch Mauritiusu (ang.: Mauritian Socialist Movement, MSM) – partia socjaldemokratyczna, przywódca Pravind Jugnauth
- Walczący Ruch Mauritiusu (ang.: Mauritian Militant Movement) – partia socjalistyczna, przywódca Paul Berenger
- Ruch Rodrigues (ang.: Rodrigues Movement) – partia z wyspy Rodrigues, przywódca: Nicolas Von-Mally
- Partia Socjaldemokratyczna Mauritian Social Democratic Party – partia konserwatywna, frankofilska, przywódca: Xavier-Luc Duval
- Mauritian Solidarity Front – muzułmańska partia konserwatywna, przywódca: Cehl Fakeermeeah